# Harbuval-Chamaré
Harbuval-Chamaré, respektive Harbuval de Chamaré byl šlechtický rod z francouzsko-belgického pomezí. V 18. století přesídlili do Slezska a poté do Čech, kde také získali hraběcí titul. Nejvýznamnější památkou po nich je rokokový zámek Nové Hrady ve východních Čechách. Rod vymřel v roce 1972.

## Původ rodu
Rod pochází z hrabství Artois na rozhraní dnešní Francie a Belgie, jako první se připomíná Jean d’Harbuval již v roce 1112. V následujících generacích zůstával rod nižší šlechtou, jeho členové většinou sloužili v různých armádách. S druhým jménem Chamaré a také s baronským titulem se poprvé uvádí Jean-Baptiste Harbuval-Chamaré, který byl v 16. století plukovníkem španělské armády.
Do císařských služeb vstoupil v roce 1675 Jean-Baptiste Harbuval-Chamaré (†1701), který padl na počátku války o španělské dědictví. Manželka Johanna Rosina, rozená Fritschová, se po jeho smrti ocitla v tíživé finanční situaci, pak se ale znovu provdala a nakonec se jí v roce 1718 podařilo zakoupit panství Altwasser ve Slezsku, nyní Stary Zdrój v Polsku.

## Příchod do Čech
O domestikaci v Čechách se zasloužil Jan Ludvík Harbuval-Chamaré (1701–1764), který v roce 1727 obdržel titul svobodného pána a v letech 1732–1741 byl ředitelem Královské rytířské akademie v Lehnici. Byl třikrát ženat a díky věnům svých manželek mohl ve třicátých letech 18. století zakoupit další statky ve Slezsku. Za války o rakouské dědictví však Slezsko připadlo Prusku a Jan Ludvík se jako katolík rozhodl přesídlit do Čech. Po prodeji majetku ve Slezsku koupil v roce 1746 za 70 000 zlatých panství Potštejn ve východních Čechách, a protože zde kromě starého mohutného hradu nebylo žádné panské sídlo, nechal zde postavit barokní zámek.

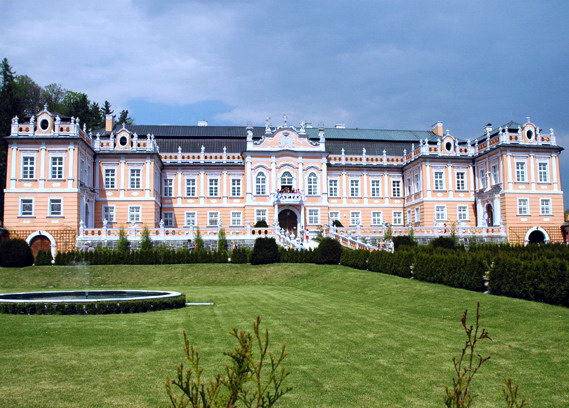
Zámek Nové Hrady

Za věrnost habsburské monarchii obdržel Jan Ludvík hraběcí titul (1751), mezitím rozšířil svůj majetek v Čechách o panství Nové Hrady, které koupil za 100 000 zlatých v roce 1750. Jako odborník na hospodářství nabídl své služby státu a především díky spolupráci s hrabětem Rudolfem Chotkem mohl realizovat své plány na oživení textilního průmyslu ve východních Čechách, v ekonomické sféře získal také postupně několik výnosných úřadů.

## Pokračování rodu v 18. a 19. století
Ze synů Jana Ludvíka byl starší Jan Zikmund (1733–1777), který sloužil v armádě a po sňatku s hraběnkou Johannou Keglevicsovou (1743–1783) přesídlil do Uher. Jeho potomci pak vlastnili statky v dnešním Chorvatsku, kde byl jejich sídlem zámek Gornja Rijeka. V této linii byl posledním mužským potomkem c. k. generálmajor Josef Harbuval-Chamaré (1793-1857).
České statky po smrti Jana Ludvíka zdědil mladší syn Jan Antonín (1737–1808), který proslul především jako neúspěšný hledač pokladů ve zříceninách hradu Potštejn. V letech 1774–1777 nechal vystavět rozlehlý rokokový zámek v Nových Hradech. Sám byl autorem návrhu, do podoby přesného projektu jej zpracoval architekt Josef Jäger.
V dalších generacích již z rodu nevzešla žádná významná osobnost, v první polovině 19. století vlastnili členové rodu dva paláce v Praze, zatímco rozsáhlý zámek v Nových Hradech kvůli finančně náročné údržbě začal chátrat. Ještě koncem 19. století však přesahovala rozloha velkostatku 2 000 hektarů půdy a roční výnos se pohyboval mezi 10–11 000 zlatých ročně. V roce 1904 koupil Nové Hrady pražský velkoobchodník Štěpán Berger za jeden milión zlatých. Panství Potštejn přešlo již v roce 1851 sňatkem Alžběty Harbuval-Chamaré (1831–1893) na rod Dobřenských z Dobřenic. Alžbětina sestra Marie Anna (1832–1912) byla manželkou rakousko-uherského ministra války hraběte Arthura Bylandt-Rheidta (1821–1891), který sňatkem získal jeden ze dvou rodových paláců v Praze (Sněmovní 16 na Malé Straně).
Po prodeji Nových Hradů žili v Rakousku, rod vymřel Janem Ludvíkem Harbuval-Chamaré (1887–1972).

## Zajímavosti
Příběhem Jana Antonína Harbuvala-Chamaré jako věčného hledače středověkých pokladů je inspirován román Poklad (1881) od Aloise Jiráska. Režisér Zdeněk Troška román zfilmoval pod názvem Poklad hraběte Chamaré (1984).